# Aérodrome de Mauléon
L’aérodrome de Mauléon (code OACI : LFJB) est un aérodrome civil, ouvert à la circulation aérienne publique (CAP), situé à 4 km à l’est-sud-est de Mauléon dans les Deux-Sèvres (région Nouvelle-Aquitaine, France).
Il est utilisé pour la pratique d’activités de loisirs et de tourisme (aviation légère et hélicoptère).

## Histoire
L'Aéro-club du Bocage a été fondée en 1983 au bord de la piste de l'aérodrome. Une section ULM a par la suite été créée en 2014.

## Installations
L’aérodrome dispose d’une piste bitumée orientée sud-nord (04/22), longue de 1 300 mètres et large de 20. Elle est dotée d’un balisage diurne et nocturne (feux basse intensité).
L’aérodrome n’est pas contrôlé. Les communications s’effectuent en auto-information sur la fréquence de 123,500 MHz. Il est agréé avec limitations pour le vol à vue (VFR) de nuit.
S’y ajoutent :
- une aire de stationnement ;
- des hangars ;
- une station d’avitaillement en carburant (100LL)[2].

## Activités
- Aéroclub du Bocage